# Atlasaurus
Atlasaurus là một chi khủng long, được Monbaron D. A. Russell & Taquet mô tả khoa học năm 1999.